# Eduard Stiefel (Maler)
Eduard Stiefel (* 5. April 1875 in Riesbach; † 30. Dezember 1967 in Zürich) war ein Schweizer Maler und Grafiker.
Nach einer Ausbildung als Lithograph in Zürich studierte Stiefel 1898–1902 an der Akademie der Bildenden Künste München, u. a. bei Johann Caspar Herterich und Peter Halm. 1905 wurde er zum Professor an der Kunstgewerbeschule Zürich ernannt. Er unterrichtete auch an Luise Stadlers «Kunst- und Kunstgewerbeschule für Damen». An beiden Schulen besuchte Otto Baumberger seine Kurse. Später war Stiefel Zeichenlehrer am kantonalen Gymnasium Zürich.
Stiefel schuf Ölgemälde, Wandmalereien, Zeichnungen, Radierungen und Holzschnitte. Er war auch als Plakatgestalter, Bühnenbildner und Buchillustrator von Schulbüchern tätig. Seine Werke hingen in Museen u. a. in Lugano, Wuppertal und Zürich. Gelegentlich werden Arbeiten des Künstlers im Auktionshandel angeboten.
Stiefels Sohn Eduard Ludwig Stiefel war ein bekannter Schweizer Mathematiker. Ein zweiter Sohn, Kurt Günther Stiefel, war Rektor an der Schweizer Schule Genua. Auch dieser hat einige Bilder gemalt, die sich im Familienbesitz befinden.